# 학도의용군
학도의용군(學徒義勇軍 ,Student Volunteer Force) 또는 학도의용대(學徒義勇隊)는 6.25 전쟁 당시 학생 신분으로 자원하여 국군하고 미군, 유엔군에 배속되어 싸운 학생들로 학도의용병(學徒義勇兵) 혹은 간단히 학도병(學徒兵)이라고 부른다.

## 개요
학도의용군은 대부분 나이가 15~18세 정도에 불과했는데, 징집연령 18세에 미달하였다(당시에는 출생신고를 늦게 하는 경우도 많아서 실제 나이는 16~19세 정도로 볼 수 있음).
학생들은 1950년 6.25 전쟁이 발발한 후 인민군의 10개 보병사단, 1개 기갑사단, 1개 기계화부대 등 198,380명의 병력에 150여대의 탱크, 200여 대의 항공기를 동원하여 남침을 일으킨 상황에서 '책 대신 수류탄하고 총을 달라'면서 자원입대하였다.
이들은 제대로 된 훈련은 고사하고, 총 쏘는 방법만 겨우 익히고 나서, 군복 대신 교복을, 철모 대신 교모(학생들이 쓰는 모자) 만을 착용한 상태에서, 계급장하고 군번 대신 학도의용군(學徒義勇軍)이라 쓰여진 어깨띠하고 태극마크를 그린 띠만 두르고 나서 자신들이 직접 서명한 태극기만을 들고서, 오로지 풍전등화의 위기에 처한 이 나라를 지켜내야겠다는 일념으로 책 대신 수류탄 몇 개에다 총 한 자루만을 들고서 우리 국군하고 UN군에 합류하여 전장에 뛰어들어 악전고투하면서 죽기 아니면 까무러치기로 싸우다 죽거나 다치는 것은 말할 것도 없었으며, 포로로 붙잡혀 인민재판에 회부되어 처형을 당하거나, 납북되어 북한으로 끌려 간 학생의 수도 적지 않았다.

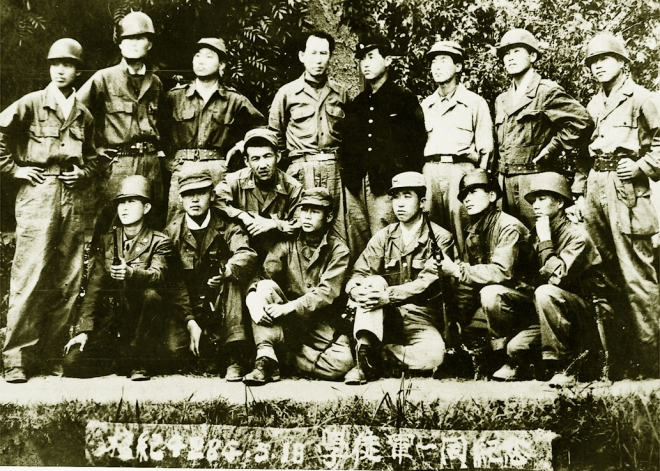
포항지역 학도병 사진

## 역사

### 초창기
서울시내 각급 학교의 학도호국단 간부 학생 200여 명이 수원에 모여 1950년 6월 29일‘비상학도대’를 조직하였고
이들 중 일부가 한강방어선 전투에 참전한 것을 시작으로 한다.

#### 비상학도대[2]
비상학도대는 1950년 6월 28일 수원에서 '조국을 사랑하는 학도여! 조국의 운명은 여러분 손에 달려있다'고 외치며 비상학도대를 발족시키고 3개 소대로 편성하여 활동했다. 이들은 한강방아선 노량진지역에서 전투에 참가하여 학도의용군의 모태가 되었다.

#### 대한학도의용대[2]
1950년 7월 1일 대전에서 학생 700여 명이 학도의용대를 조직했다. 비상학도대는 7월 19일 대구로 내려가 다음 날 5,000명의 학생이 애국학도 총궐기대회를 갖고 의용학도대와 통합하여 대한학도의용대가 되었다.
대한학도의용대는 군 업무에 적극적인 참여를 이루었다. 학도의용군을 징집하고 피난 학생을 규합하는 등의 임무를 하며 2,000여 명을 신병교육대 제25연대로 연결해주기도 했다. 학도의용군 개개인은 하사관 교육을 받기도, 간부후보생이 되기도, 유엔군에 편입되기도 했다. 그들은 일본에서 훈련을 받은 후 공수대원이 된 경우도 있었고, 인천상륙작전에 참가하기도 했다.

### 종군학생 복교령[2]
1951년 3월 국군과 유엔군이 전선의 균형과 안정을 회복하자, 피난을 떠났던 국민들도 생업을 되찾았으며, 이에 이승만 대통령은 청년학도들은 학교로 돌아가 학업을 계속하라는 담화를 발표하며 복교령을 내리게 된다.
이 복교령에 의해 학도의용군은 3월 16일 강원도 홍천군에서 군복을 벗고 학생 신분으로 바뀌게 되었으며, 그럼에도 불구하고 끝까지 싸우기를 주장하는 학도들은 입대하여 계급과 군번을 받고 전투에 임하게 되었다.
① 모든 학도는 원래의 본분인 학업으로 돌아갈 것
② 군복무로 학업이 중단된 학도의 군복무 사실이 인정되면 학교 당국은 무조건 복교를 인정할 것
③ 군 및 각급 학교는 군복무로부터 복교하는 학도들에게 특별 배려를 해줄 것

④ 군복무중 학년 진급이 누락된 학도는 본인의 희망에 따라 학년 진급을 인정할 것 

## 주요 전투
- 하동 화개 전투[4], 포항 전투[5], 장사 상륙 작전 등이 있다.[2]
- 재일학도의용군: 인천 상륙 작전, 원산 상륙 작전, 장진호 전투, 백마고지 전투

## 활동 단체별 구분[6]

### 독립부대로 활동한 학도의용군

#### 제3사단 학도의용군
대구에서 지원한 1차 47명, 2차 40명 도합 87명의 학도병은 수도사단을 거쳐 입대한 16명을 제외하고 71명의 학도병은 포항으로 가게 된다. 1950년 8월 11일 03시경 인민군이 포항여중 전방에 침입했고 이른바 포항여중 전투가 15시까지 벌어지면서 총 4차례의 공방전이 벌어졌다. 그 후 탄약 부족 사태가 발생하여 육탄전까지 벌이며 방어를 했지만 결국 포항여중이 피탈되었고, 학도병 48명이 전사, 13명이 포로가 되었다. 이후 113명의 학도병이 보충되어 제3사단 학도중대가 되었다.

#### 서울학도포병대대
제7사단 제18포병대대가 신규 포병을 모집하는데, 이 때 학생들이 나이를 속이면서 지원하여 용산중 100명, 덕수상업중 30명, 경동중 25명, 한양공업중 20명, 서울중 11명 등등 성루 지역 30여 학교에서 재학생 341명이 선발된다. 하지만 1950년 11월 26일 평안남도 덕천군 일대에서 중공군과 사투를 벌이던 중 130여 명이 전사했다.

### 특정임무 수행을 위해서 결성된 학도의용군

#### 육군본부 직할 독립 제1유격대대
장사 상륙 작전에 참가하였다.

### 재일학도의용군
재일학도의용군은 1950년 6·25전쟁이 발발하자 일본 전역에 거주하는 청년과 학생 642명이 자진하여 직장과 학업을 중단하고 의용대를 소집해 조국전선에 참전하였고 유엔군의 일원으로 인천상륙작전에 참전하였고, 원산·이원상륙작전, 갑산·혜산진 탈환 작전, 장진호 전투, 백마고지 전투 등에도 참전하여 52명이 전사하고 83명이 실종되었다.

### 기타 학도의용군
1. 제1유격대대 - 1950년 8월부터 대구역 광장에서 모병 활동을 통해 학도병 560여 명으로 육본 직할 독립 제1유격대대를 만들었다. 그들은 9월 11일까지 유격훈련을 실시한 후 9우러 14일 경북 영덕군 장사동에서 상륙작전을 펼쳤으며 장사동 상륙에 성공한 후 적의 200고지를 점령했다. 인민군 제5사단과 치열하게 전투하는 동안 270여 명의 적을 사살하는 결과를 내지만, 139명이 전사하거나 실종되었다.
2. 소년학도병 - 15~17세의 어린 병사들로 구성되어 있으며 1951년 3월 16일 '종군학생 복교령' 조치에도 불구하고 학교로 돌아가지 못하고 전쟁이 끝난 후까지도 군에 남아있는 경우가 많았다. 소년병은 약 25,000여명이 있었으며 확인된 전사자 2,464명, 전상자 3,000명이 있다. 이들 중 국립현충원에 안장된 사람은 347명이며, 위패로 봉안된 영현은 1,188명, 유해, 위패도 없는 전사자가 929명이다.

## 학교와 지역별 구분
1. 춘천사범학교 - 1050년 6월 26일 학생 209명이 포병 제16대대에 입대하여 춘천, 인제 지역에서 참전 후 15명이 전사했다.
2. 군산중학교 - 1950년 7월 14일 240명이 제7학도병간부교육대에 입대하여 다부동 전투에 참전했고 63명이 전사했다.
3. 경주중학교 - 1950년 7월 15일 200여 명이 제7학교병간부교육대에 입대하여 다부동 전투에 참전했고 48명이 전사했다.
4. 경주문화·공업중학교 - 1950년 7월 15일 200여 명이 제7학도병간부교육대에 입대하여 다부동전투에 참전했다.
5. 전주북중학교 - 1950년 7월 학생 400여 명과 교사 10명이 포항지역 전투에 참전했고, 학생 38명과 교사 10명이 전사했다.
6. 군산사범학교 - 1950년 7월 90여 명이 안강 전투에 참전했고, 29명이 전사했다.
7. 군산영명중학교 - 1950년 7월 포항지역과 하동 지역 전투에 참전했고, 25명이 전사했다.
8. 대구지역 - 1950년 7월 15일 대구지역에서 학생 700여 명이 제6사단에 배속되어 영천과 신령전투에 참전했다.
9. 대구상업중학교 - 1950년 7월 초순 야구선수단 20여 명이 학도의용군에 지원하여 출전했다.
10. 경북중학교 - 1950년 7월 경북중학교 학생들이 각개로 제7학도병간부교육대에 입대하여 안강과 다부동 전투에 참전했고, 53명이 전사했다.
11. 대구의과대학 - 1950년 7월 45명이 제7사단에 배속되어 영천 전투에 참전했다.
12. 전남지역[7][8] - 1950년 7월 여수, 순천, 광양, 보성, 고흥, 강진 등 17개교 학생 183명이 순천에 임시 주둔하던 국군 15연대에 자원입대해 7월 25일 하동 화개 전투[9]에 참전했고, 70여 명이 전사했다.
13. 순창 지역 - 1950년 7월 순창 지역 학생 200여 명이 제7사단 제8연대에 입대하여 영천 전투에 참전했다.
14. 웅동중학교 - 1950년 7월 23일 학생 46명과 교사 1명이 지원하였고, 18명이 전사했다.
15. 서귀포농업중학교 - 1950년 7월 25일 124명이 지원하였고, 45명이 전사했다.
16. 태백중학교 - 1951년 1월 14일 학생 126명과 교사 1명이 제3사단 제23연대에 입대하여 현리 전투, 가칠봉 전투 등에 참전했고, 18명이 전사했다.

## 통계 자료
| 출신지       | 인원   | 출신지   | 인원   |
| ------------ | ------ | -------- | ------ |
| 서울특별시   | 6,700  | 전라남도 | 23,800 |
| 경기도       | 23,500 | 경상북도 | 65,000 |
| 충청남도     | 42,000 | 경상남도 | 56,000 |
| 충청북도     | 21,500 | 강원도   | 6,500  |
| 전라북도     | 27,000 | 제주도   | 3,000  |
| 합계 275,200 |        |          |        |

위의 표와 같이 휴전에 이르기까지 275,200여 명의 학생이 대한학도의용대에 자원하여 참전하고, 치안을 위해 힘쓰며 선전하는 등의 활동을 했다.

## 유물

### 학도병 휘장
가로 7cm, 세로 9cm, 두께 0.3cm의 학도병 휘장이다. 6.25전쟁 당시 학도의용군이 가슴에는 대한민국만세(大韓民國萬歲)라 쓰여진 태극기를, 모자와 팔에는 학도의용군(學徒義勇軍)이라 적힌 천을 두르고 있었다고 한다. 휘장 중안에는 의용군(義勇軍)이라고 새겨져 있다.
학도병 휘장 이미지 보기

### 경주 학도병 서명문 태극기
2008년 8월 12일 등록문화재 제391호로 지정된 경주 학도병 서명문 태극기는 6·25 전쟁 당시 경주 지역에서 자원한 학도병 용사들의 서명이 적힌 태극기이다.
흰 바탕에 인쇄되었으며 태극 문양과 4괘 등 오늘날의 태극기 모습을 갖추었다. 두 모서리에는 깃봉에 묶는 끈이 있었던 자리가 있으며 학도병들의 서명과 함께 전장으로 향하는 각자의 소감이 적혀있다.
가운데에 "남북통일"이라는 글자가 한자로 크게 씌어 있다 그 외에도 "우리의 죽음은 역사의 꽃이 되라", "17세 붉은 피 오직 조국에!", "서라벌의 용사여 잊으랴 화랑정신" 등 6·25전쟁 중 학도병들의 굳은 의지와 각오가 바탕에 가득 생생하게 표현되어 있다.

## 충혼비

### 학도병충혼탑
장성동 태백중학교 교정에 우뚝하게 세워진 ‘학도병충혼탑’은 6.25 전란시 조국을 위해 장렬히 산화한 학도병의 영령을 모신 곳이다. 매년 6월 6일 현충일을 맞아 이들 18위의 영령을 위한 위령제를 거행하고 있으며 교정에서 자라는 이 지역 후배들에게 조국을 위해 몸바친 영령들의 고귀한 얼이 스며들게 한다.

### 서울학도병참전기념비
서울학도포병대의 참전과 '조국과 자유민주주의'를 수호하기 위하여 참전한 학도의용병들의 희생정신을 전하기 위해 참전 55주년을 기념하여 용산고등학교에 2005년 10월 20일에 서울학도포병동지회에서 건립하였다. 용산고등학교와 용산중학교 총동창회 주관으로 매년 6월과 10월에 학도의용병들의 정신을 기리는 기념식을 개최하고 있다.

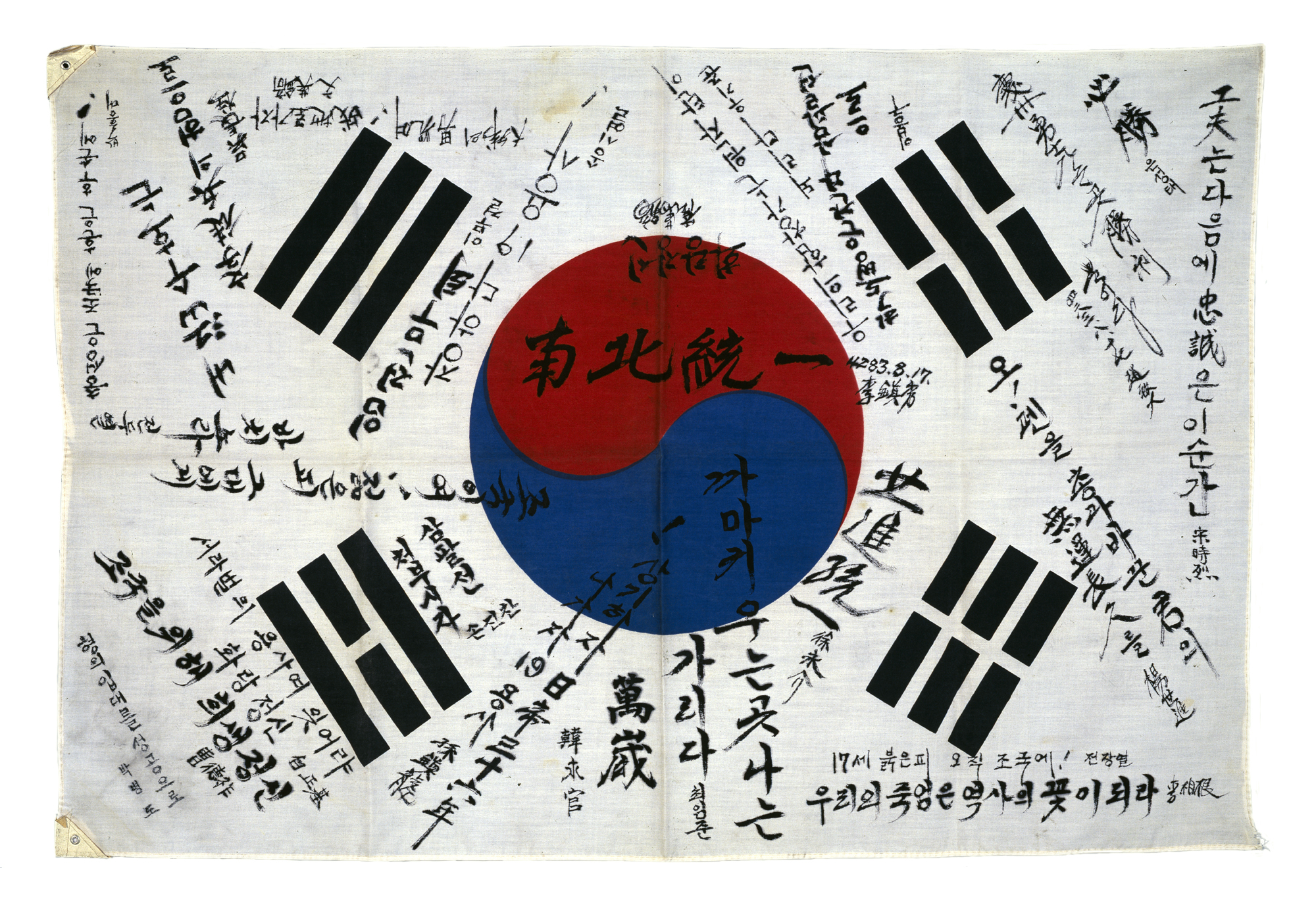
경주 학도병 서명문 태극기

서울학도병참전기념비 이미지 보기

### 재일학도의용군 참전 기념비

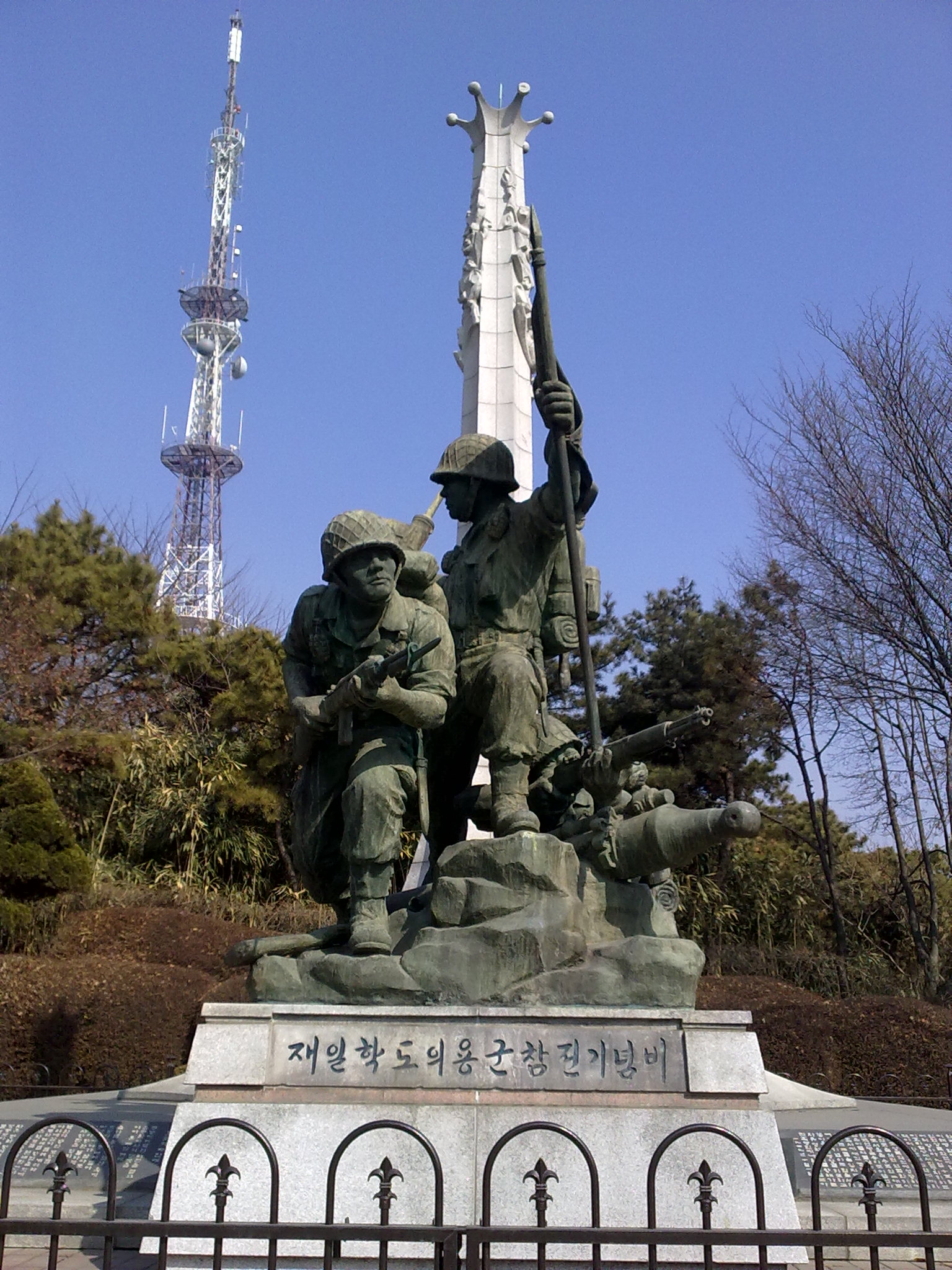
재일 학도 의용군 참전 기념비

인천광역시 미추홀구 숭의동 수봉 공원 내에 있는 기념구조물로 1950년 6·25 전쟁이 발발하자 북한의 남침으로부터 조국을 지키기 위해 일본 전역에 거주하던 재일 한인 청년 학생 총 642명이 스스로 재일학도의용군을 조직하여 1주일 정도의 훈련 후 참전하였고, 백마고지 전투 등 주요 전장에서 공을 세우고 산화한 동료 전우들의 넋을 위로하기 위하여 재일 학도 의용군 동지회에서 1979년에 세운 기념비이다.

다음 내용은 재일학도의용군 참전 기념비 주변에 위치한 비문의 추모글이다.
“동방에 거룩한 터전을 열고 유구한 역사의 명맥을 이어 온 배달겨레 슬기론 후예들 혈관 속에 조상의 전통 배어들어 바다 밖에 나가 살아도 내나라 향한 불타는 사랑 그 사랑만은 잊지 못하고 북한의 공산도당들 이리떼같이 몰려 내려와 국토와 겨레를 짓밟을 적에 젊은 학도들 현해탄건너 사자보다도 용감히 싸웠었네. 자유. 평화 정의를 생명보다 더 사랑하기에 물불 속에라도 뛰어들었고 총알 앞에라도 달겨들었네. 의기와 정렬의 사나이들 그 정신 역사에 새겨 민족행진에 횃불이 되고 조국의 제단에 피를 뿌려 청춘을 낙화처럼 바친 이들 겨레의 가슴마다 열매 맺아 조국과 함께 길이 살리라.”

## 같이 보기
- 낙동강 전투
- 포항 전투
- 장사동 상륙 작전
- 인천 상륙 작전
- 재일학도의용군
- 학도병 (제2차 세계 대전)

## 관련 작품

### 영화
- 《학도의용군》 : 1977년 영화
- 《포화 속으로》 : 2010년 영화
- 《장사리: 잊혀진 영웅들》 : 2019년 영화

### 다큐멘터리
- 《OBS 6.25특별기획 - 잊혀진 상륙작전, 작전명 제174호》 : 2013년 다큐멘터리
- 《OBS 6.25특별기획 - 한국전쟁, 뜨거운 가슴으로 맞서다, 낙동강 전투》 : 2013년 다큐멘터리

### 단편소설
- 《전쟁과 학도병》[17]

## 학술 자료
- 6.25전쟁 학도의용군 연구 - 국방부 군사편찬연구소 보관됨 2022-10-23 - 웨이백 머신
- 6.25전쟁 학도의용군 자료집 - 국방부 군사편찬연구소 보관됨 2022-10-23 - 웨이백 머신